# Clã Elphinstone

brasão de armas do clâ

O Clã Elphinstone é um clã escocês da região das Terras Baixas, Escócia.